# Tour of Fuzhou 2019
Tour of Fuzhou 2019 – 7. edycja wyścigu kolarskiego Tour of Fuzhou, która odbyła się w dniach od 17 do 23 listopada 2019 na liczącej ponad 813 kilometrów trasie wokół chińskiego miasta Fuzhou, składającej się siedmiu etapów. Wyścig kategorii 2.1 był częścią UCI Asia Tour 2020.
Rozgrywany w listopadzie 2019 wyścig Tour of Fuzhou 2019 zaliczany był już do cyklu UCI Asia Tour 2020 – zgodnie z przepisami UCI sezon 2020 rozpoczął się dzień po gali kończącej sezon UCI World Tour (miała ona miejsce 22 października 2019), w związku z czym wyścigi odbywające się jeszcze w roku kalendarzowym 2019, ale już po 22 października 2019, były zaliczane do sezonu 2020.

## Etapy
| Etap | Data   | Start – Meta           | type     | Dystans (km) | Zwycięzca etapu       | Lider             |
| ---- | ------ | ---------------------- | -------- | ------------ | --------------------- | ----------------- |
| 1    | 17 lis | Mawei – Guling         | górski   | 107,4        | Ilja Dawidienok       | Ilja Dawidienok   |
| 2    | 18 lis | Langqi – Langqi        | płaski   | 118          | Rory Townsend         | Ilja Dawidienok   |
| 3    | 19 lis | Fuzhou – Changle       | płaski   | 113          | Ivar Slik             | Ilja Dawidienok   |
| 4    | 20 lis | Lianjiang – Lianjiang  | górzysty | 106,8        | Rory Townsend         | Ilja Dawidienok   |
| 5    | 21 lis | Fuqing – Fuqing        | płaski   | 123          | Lew Gonow             | Ilja Dawidienok   |
| 6    | 22 lis | Yongtai – Yunding Shan | górski   | 128,2        | Jambaljamts Sainbayar | Artur Fiedosiejew |
| 7    | 23 lis | Yongtai – Yongtai      | płaski   | 117          | Alaksiej Sznyrko      | Artur Fiedosiejew |

## Drużyny
| Professional continental team- Delko-Marseille Provence Continental teams (18)- Canyon DHB p/b Bloor Homes - Ferei - Hengxiang - Memil - Taiyuan Miogee - Team Illuminate - Terengganu Inc-TSG Cycling Team - ProTouch - Minsk Cycling Club - HKSI - Monkey Town-à Bloc CT - St George Continental Cycling Team - Aisan Racing Team - Seoul Cycling Team - Mitchelton-BikeExchange - Shenzhen Xidesheng - Ningxia Sports Lottery Livall Gusto - Giant Reprezentacje (3)- Malezja - Chińskie Tajpej - Rosja |
| |

## Klasyfikacje

### Klasyfikacja generalna
| \| Klasyfikacja generalna \| Klasyfikacja generalna \| Klasyfikacja generalna \| Klasyfikacja generalna \| Klasyfikacja generalna \| \| Kolarz \| Kolarz \| Państwo \| Drużyna \| Czas \| \| ---------------------- \| ---------------------- \| ---------------------- \| ----------------------------------- \| ---------------------- \| \| 1. \| Artur Fiedosiejew \| Kazachstan \| Shenzhen Xidesheng \| 18h 59' 34" \| \| 2. \| Ilja Dawidienok \| Kazachstan \| Shenzhen Xidesheng \| + 4" \| \| 3. \| Carlos Quintero \| Kolumbia \| Ningxia Sports Lottery Livall Gusto \| + 45" \| \| 4. \| Lü Xianjing \| Chiny \| Hengxiang Cycling Team \| + 51" \| \| 5. \| Michael Vink \| Nowa Zelandia \| St George Continental Cycling Team \| + 1' 04" \| \| 6. \| Artiom Owieczkin \| Rosja \| Terengganu Inc-TSG Cycling Team \| + 1' 09" \| \| 7. \| Lew Gonow \| Rosja \| Rosja \| + 1' 40" \| \| 8. \| Jambaljamts Sainbayar \| Mongolia \| Ferei \| + 1' 46" \| \| 9. \| Bailey Walters \| Australia \| Memil Pro Cycling \| + 1' 54" \| \| 10. \| Julien El Fares \| Francja \| Delko Marseille Provence \| + 1' 59" \| |                       |               |                                     |             |
| |                       |               |                                     |             |
| Źródło: ProCyclingStats |                       |               |                                     |             |
| Klasyfikacja generalna |                       |               |                                     |             |
| Kolarz | Kolarz                | Państwo       | Drużyna                             | Czas        |
| 1. | Artur Fiedosiejew     | Kazachstan    | Shenzhen Xidesheng                  | 18h 59' 34" |
| 2. | Ilja Dawidienok       | Kazachstan    | Shenzhen Xidesheng                  | + 4"        |
| 3. | Carlos Quintero       | Kolumbia      | Ningxia Sports Lottery Livall Gusto | + 45"       |
| 4. | Lü Xianjing           | Chiny         | Hengxiang Cycling Team              | + 51"       |
| 5. | Michael Vink          | Nowa Zelandia | St George Continental Cycling Team  | + 1' 04"    |
| 6. | Artiom Owieczkin      | Rosja         | Terengganu Inc-TSG Cycling Team     | + 1' 09"    |
| 7. | Lew Gonow             | Rosja         | Rosja                               | + 1' 40"    |
| 8. | Jambaljamts Sainbayar | Mongolia      | Ferei                               | + 1' 46"    |
| 9. | Bailey Walters        | Australia     | Memil Pro Cycling                   | + 1' 54"    |
| 10. | Julien El Fares       | Francja       | Delko Marseille Provence            | + 1' 59"    |

### Klasyfikacja punktowa
| Klasyfikacja punktowa | Klasyfikacja punktowa | Klasyfikacja punktowa | Klasyfikacja punktowa               | Klasyfikacja punktowa |
| Kolarz                | Kolarz                | Państwo               | Drużyna                             | Punkty                |
| --------------------- | --------------------- | --------------------- | ----------------------------------- | --------------------- |
| 1.                    | Blake Quick           | Australia             | St George Continental Cycling Team  | 44 pkt                |
| 2.                    | Rory Townsend         | Irlandia              | Canyon DHB p/b Bloor Homes          | 40 pkt                |
| 3.                    | Lew Gonow             | Rosja                 | Rosja                               | 34 pkt                |
| 4.                    | Carlos Quintero       | Kolumbia              | Ningxia Sports Lottery Livall Gusto | 30 pkt                |
| 5.                    | Charles Page          | Wielka Brytania       | Canyon DHB p/b Bloor Homes          | 25 pkt                |
| 6.                    | Ivar Slik             | Holandia              | Monkey Town-À Bloc CT               | 24 pkt                |
| 7.                    | Artur Fiedosiejew     | Kazachstan            | Shenzhen Xidesheng                  | 22 pkt                |
| 8.                    | Aleksandr Smirnow     | Rosja                 | Rosja                               | 21 pkt                |
| 9.                    | Zheng Zhang           | Chiny                 | Hengxiang Cycling Team              | 20 pkt                |
| 10.                   | Yuan Tang Peng        | Chińskie Tajpej       | Chińskie Tajpej                     | 20 pkt                |

### Klasyfikacja górska
| Klasyfikacja górska | Klasyfikacja górska   | Klasyfikacja górska | Klasyfikacja górska                 | Klasyfikacja górska |
| Kolarz              | Kolarz                | Państwo             | Drużyna                             | Punkty              |
| ------------------- | --------------------- | ------------------- | ----------------------------------- | ------------------- |
| 1.                  | Artur Fiedosiejew     | Kazachstan          | Shenzhen Xidesheng                  | 24 pkt              |
| 2.                  | Carlos Quintero       | Kolumbia            | Ningxia Sports Lottery Livall Gusto | 23 pkt              |
| 3.                  | Ilja Dawidienok       | Kazachstan          | Shenzhen Xidesheng                  | 20 pkt              |
| 4.                  | Joseph Areruya        | Rwanda              | Delko Marseille Provence            | 18 pkt              |
| 5.                  | Ołeksandr Poływoda    | Ukraina             | Ningxia Sports Lottery Livall Gusto | 16 pkt              |
| 6.                  | Jambaljamts Sainbayar | Mongolia            | Ferei                               | 8 pkt               |
| 7.                  | Metkel Eyob           | Erytrea             | Terengganu Inc-TSG Cycling Team     | 8 pkt               |
| 8.                  | Lü Xianjing           | Chiny               | Hengxiang Cycling Team              | 8 pkt               |
| 9.                  | Daniel Pearson        | Wielka Brytania     | Canyon DHB p/b Bloor Homes          | 8 pkt               |
| 10.                 | Michael Vink          | Nowa Zelandia       | St George Continental Cycling Team  | 6 pkt               |

### Klasyfikacja drużynowa
| Klasyfikacja drużynowa | Klasyfikacja drużynowa             | Klasyfikacja drużynowa | Klasyfikacja drużynowa |
| Drużyna                | Drużyna                            | Państwo                | Czas                   |
| ---------------------- | ---------------------------------- | ---------------------- | ---------------------- |
| 1.                     | Shenzhen Xidesheng                 | Chiny                  | 57h 03' 39"            |
| 2.                     | Mitchelton-BikeExchange            | Chiny                  | + 3' 58"               |
| 3.                     | Delko-Marseille Provence           | Francja                | + 5' 01"               |
| 4.                     | Canyon DHB p/b Bloor Homes         | Wielka Brytania        | + 5' 06"               |
| 5.                     | St George Continental Cycling Team | Australia              | + 5' 33"               |
| 6.                     | Terengganu Inc-TSG Cycling Team    | Malezja                | + 7' 32"               |
| 7.                     | Monkey Town-à Bloc CT              | Holandia               | + 7' 51"               |
| 8.                     | Rosja                              | Rosja                  | + 10' 03"              |
| 9.                     | Hengxiang                          | Chiny                  | + 17' 16"              |
| 10.                    | HKSI                               | Hongkong               | + 18' 47"              |